# Полошківська сільська рада
Поло́шківська сільська́ ра́да — колишній орган місцевого самоврядування у Глухівському районі Сумської області. Адміністративний центр — село Полошки.

## Загальні відомості
- Населення ради: 1 334 особи (станом на 2001 рік)

## Населені пункти
Сільській раді підпорядковані населені пункти:
- с. Полошки

## Склад ради
Рада складається з 16 депутатів та голови.
- Голова ради: Семерня Світлана Федорівна
- Секретар ради: Бірюк Ганна Василівна

### Керівний склад попередніх скликань
| Прізвище, ім'я, по батькові | Основні відомості                                                               | Дата обрання | Дата звільнення |
| --------------------------- | ------------------------------------------------------------------------------- | ------------ | --------------- |
| Семерня Світлана Федорівна  | Сільський голова, 1969 року народження                                          | 26.03.2006   | 31.10.2010      |
| Поздняк Віктор Миколайович  | Сільський голова, 1953 року народження, освіта середня спеціальна, безпартійний | 31.10.2010   | 18.09.2011      |
| Семерня Світлана Федорівна  | Сільський голова, 1969 року народження, член Партії регіонів                    | 18.09.2011   |                 |

Примітка: таблиця складена за даними сайту Верховної Ради України